# Matt Hanson
Matthew „Matt“ Hanson (* 7. Mai 1985 in West Concord) ist ein US-amerikanischer Triathlet und mehrfacher Ironman-Sieger. Er wird in der Bestenliste US-amerikanischer Triathleten auf der Ironman-Distanz geführt.

## Werdegang
2011 startet er bei seinem ersten Triathlon.
Matt Hanson konnte 2013 beim Ironman Hawaii (3,86 km Schwimmen, 180,2 km Radfahren und 42,195 km Laufen) in seiner Altersklasse den neunten Rang belegen. Er startet seit der Saison 2014 als Profi im First Endurance Team.
Im April 2017 gewann er den Ironman Texas (Memorial Hermann Ironman North American Championship) mit seiner Siegerzeit von 7:52:44 Stunden und damit mit der schnellsten je von einem US-Amerikaner auf der Ironman-Distanz erzielten Zeit.
Im April 2018 konnte er seine Bestzeit im North American Championship nochmals um 13 Minuten verbessern und das Rennen nach 7:39:25 Stunden zum dritten Mal für sich entscheiden. Im Juni 2019 gewann der damals 34-Jährige den Ironman Boulder und stellte mit seiner Siegerzeit von 7:57:03 Stunden einen neuen Streckenrekord ein.
Matt Hanson startet im August 2021 für das im Collins Cup der Professional Triathletes Organisation zusammengestellte Team USA – zusammen mit Jackie Hering, Taylor Knibb Jocelyn McCauley, Skye Moench, Chelsea Sodaro, Katie Zaferes, Collin Chartier, Sam Long, Ben Kanute, Justin Metzler und Andrew Starykowicz.
Im Juni 2022 gewann der 37-Jährige die Erstaustragung des Ironman Des Moines und damit die North American Championships.
Im August 2024 wurde er als Erster geführt in der Wertung der Ironman Pro Series. Im Oktober wurde der 39-Jährige als zweitbester US-Amerikaner Zehnter bei den Ironman World Championships auf Hawaii.
Seit 2009 ist Hanson verheiratet und er lebt mit seiner Frau in Alta.

## Sportliche Erfolge
| Datum/Jahr    | Rang | Wettbewerb                                                    | Austragungsort | Zeit     | Bemerkung                                       |  |
| ------------- | ---- | ------------------------------------------------------------- | -------------- | -------- | ----------------------------------------------- |  |
| 8. Juni 2024  | 2    | Ironman 70.3 Boulder                                          | Boulder        | 03:36:47 |                                                 |  |
| 19. Mai 2024  | 1    | Ironman 70.3 Chattanooga                                      | Chattanooga    | 03:41:21 |                                                 |  |
| 6. Dez. 2020  | 2    | PTO Professional Triathletes Organisation World Championships | Daytona Beach  | 03:05:57 | schnellste Laufzeit mit 57:21 min.              |  |
| 15. März 2020 | 1    | Ironman 70.3 Campeche                                         | Campeche       | 03:48:57 |                                                 |  |
| 4. Dez. 2016  | 4    | Ironman 70.3 Cartagena                                        | Cartagena      | 03:38:01 |                                                 |  |
| 27. Nov. 2016 | 2    | Ironman 70.3 Punta del Este                                   | Punta del Este | 03:46:31 | Zweiter hinter dem Brasilianer Santiago Ascenco |  |
| 30. Okt. 2016 | 3    | Ironman 70.3 Austin                                           | Austin         | 03:25:43 | [ 9 ]                                           |  |
| 4. Sep. 2016  | 1    | Des Moines Triathlon                                          | Iowa           | 01:50:35 | Sieger auf der olympischen Distanz              |  |

| Datum/Jahr    | Rang | Wettbewerb                                              | Austragungsort      | Zeit     | Bemerkung                                                               |
| ------------- | ---- | ------------------------------------------------------- | ------------------- | -------- | ----------------------------------------------------------------------- |
| 6. Juli 2025  | 9    | Challenge Roth                                          | Roth                | 07:45:04 | Streckenrekord Marathon                                                 |
| 27. Okt. 2014 | 10   | Ironman Hawaii                                          | Hawaii              | 07:54:50 |                                                                         |
| 18. Aug. 2024 | 14   | Ironman Germany                                         | Frankfurt am Main   | 07:46:45 | Ironman European Championship; Raddistanz 177 km                        |
| 21. Juli 2024 | 6    | Ironman USA                                             | Lake Placid         | 08:13:32 |                                                                         |
| 27. Apr. 2024 | 7    | Ironman Texas                                           | The Woodlands       | 07:56:24 |                                                                         |
| 20. Nov. 2022 | 2    | Ironman Arizona                                         | Tempe               | 07:49:48 | [ 10 ]                                                                  |
| 12. Juni 2022 | 1    | Ironman Des Moines                                      | Des Moines          | 07:56:48 | Sieger der Erstaustragung und Gewinner der North American Championships |
| 7. Nov. 2020  | 2    | Ironman Florida                                         | Panama City         | 07:55:02 |                                                                         |
| 9. Juni 2019  | 1    | Ironman Boulder                                         | Boulder             | 07:57:03 | neuer Streckenrekord                                                    |
| 28. Apr. 2018 | 1    | Ironman Texas                                           | The Woodlands       | 07:39:25 | verkürzter Radkurs                                                      |
| 22. Apr. 2017 | 1    | Ironman Texas                                           | The Woodlands       | 07:52:44 | US-Rekord                                                               |
| 25. Sep. 2016 | 4    | Ironman Chattanooga                                     | Chattanooga         | 08:25:36 | hinter Marino Vanhoenacker                                              |
| 14. Mai 2016  | 23   | Ironman Texas                                           | The Woodlands       | 08:07:07 |                                                                         |
| 5. März 2016  | 4    | Ironman New Zealand                                     | Taupō               | 08:12:30 |                                                                         |
| 16. Mai 2015  | 1    | Ironman Texas                                           | The Woodlands       | 08:07:03 | North American Ironman Champion                                         |
| 28. Sep. 2014 | 1    | Ironman Chattanooga                                     | Chattanooga         | 08:12:32 |                                                                         |
| 7. Sep. 2014  | 5    | Ironman Wisconsin                                       | Madison (Wisconsin) | 08:50:16 |                                                                         |
| 29. Juni 2014 | 5    | Ironman Coeur d’Alene                                   | Idaho               | 08:39:22 | neuer Rekord auf der Laufstrecke mit 2:42:07 h                          |
| 17. Mai 2014  | 6    | Ironman Texas                                           | The Woodlands       | 08:25:51 | 2:41:38 Stunden für den Marathon                                        |
| 17. Nov. 2013 | 18   | Ironman Arizona                                         | Tempe               | 08:30    | erster Start als Profi                                                  |
| 12. Okt. 2013 | 77   | Ironman Hawaii                                          | Hawaii              | 09:07:56 | Neunter in der AK mit der schnellsten Laufzeit (2:53 h)                 |
| 19. Mai 2013  | 14   | Ironman Texas                                           | The Woodlands       | 09:03:57 | als drittschnellster Amateur                                            |
| 19. Nov. 2006 | 14   | ITU Long Distance Triathlon World Championship AG 20–24 | Canberra            | 08:19:08 |                                                                         |

(DNF – Did Not Finish)